# Louis Boisrond-Tonnerre
Pour les articles homonymes, voir Boisrond et Tonnerre.
Louis Félix Mathurin Boisrond-Tonnerre, né le 6 juin 1776 à Torbeck, mort exécuté le 24 octobre 1806, est un écrivain et historien haïtien faisant partie du la période pseudo-classique, secrétaire du président Jean-Jacques Dessalines et rédacteur de l'Acte de l'Indépendance de la République d'Haïti.

## Biographie
Boisrond-Tonnerre est né Louis Boisrond dans la ville de Torbeck au sud-ouest de Haïti le 6 juin 1776,. L'origine du Tonnerre accolé à son nom est mal connue. Selon une tradition, il aurait acquis ce complément de nom de « Tonnerre », quand, enfant, son berceau aurait été frappé par la foudre. Son père, charpentier nommé Mathurin Boisrond, étonné que son fils nouveau-né n'eût pas été blessé, lui donna le nom de « Tonnerre ».
Métis, Boisrond-Tonnerre partit faire ses études à Paris. Il fait ce périple en France avec son oncle paternel Louis François Boisrond-Jeune, député de la colonie au Conseil des Cinq-Cents. En 1798 date à laquelle il revint à Saint-Domingue et s'installe à Saint-Louis-du-Sud.
Il est l'auteur de la Déclaration d'indépendance d'Haïti en 1804, qui a officiellement déclaré l'émancipation d'Haïti de la domination coloniale de la France,. Il est aussi connu pour son ouvrage retraçant la Révolution haïtienne, Mémoires pour servir à l'Histoire d'Haïti.
Louis Boisrond Tonnerre est arrêté le jour de la mort de Jean-Jacques Dessalines, assassiné le 17 octobre 1806 dans un attentat au Pont-Rouge, près de Port-au-Prince. Il est exécuté  à coups de baïonnette quelques jours plus tard dans son cachot.
Selon l'auteur haïtien Charles Philippe Christophe, Boisrond-Tonnerre a griffonné le quatrain suivant sur les murs de sa cellule avant son exécution soit dans la nuit du 23 au 24 octobre 1806 : 

« Humide et froid séjour fait par et pour le crime

Où le crime en riant immole sa victime

Que peuvent inspirer tes fers et tes barreaux

Quand un cœur pur y goûte un innocent repos ? »

## Srincipales œuvres
Joseph Saint-Rémy a publié en 1851, l'œuvre principale de Boisrond Tonnerre, avec une notice historique et critique. ce livre fait une centaine de page, dans lequel retrace une partie de la révolution haïtienne de Saint-Domingue, de l'arrivée de l'expédition Leclerc à la proclamation de l'indépendance.
Boisrond Tonnerre est surtout l'immortel auteur de l'acte et de la proclamation de l'indépendance.
- Boisrond Tonnerre, Louis Félix. Mémoires pour servir à l'histoire d'Haïti. Port-au-Prince, Haïti : 1852, rééditions Éditions  Fardin (1981).
- L'acte de l'indépendance.